# 基什兰格
基什兰格，是匈牙利费耶尔州所辖的一个村。总面积53.06平方公里，总人口2466，人口密度46.5人/平方公里（2011年1月1日）。